# Pecluma bourgeauana
Pecluma bourgeauana là một loài dương xỉ trong họ Polypodiaceae. Loài này được L.A.Triana mô tả khoa học đầu tiên năm 2011.
Danh pháp khoa học của loài này chưa được làm sáng tỏ. 